# Canavalia haleakalaensis
Canavalia haleakalaensis är en ärtväxtart som beskrevs av St.John. Canavalia haleakalaensis ingår i släktet Canavalia och familjen ärtväxter. Inga underarter finns listade i Catalogue of Life.